# Meia-agulha-manchada
Meia-agulha-manchada (nome científico: Hemiramphus far) é um peixe endêmico de Moçambique da família dos hemiranfídeos (Hemiramphidae).